# Armstrong Whitworth F.K.3
Die Armstrong Whitworth F.K.3 war ein britisches zweisitziges Mehrzweckflugzeug des Ersten Weltkrieges.

## Geschichte
1910 begann der niederländische Konstrukteur Frederick Koolhoven mit der Entwicklung von Flugzeugen. 1914 ging er zu Armstrong Whitworth. Alle Flugzeugkonstruktionen Koolhovens erhielten seine Initialen als Erkennungsmerkmal. Sein erster Entwurf für seinen neuen Arbeitgeber war die F.K.3. Sie wurde ab 1915 überall an der Front eingesetzt, sowohl als Trainingsmaschine, aber auch als Transporter, Meldeflugzeug, Aufklärer und leichtes Bodenunterstützungsflugzeug. Insgesamt wurden 493 Maschinen gebaut. 150 Maschinen wurden von Armstrong Whitworth selbst gebaut, die restlichen von der Firma Hewlett & Blondeau.

## Das Flugzeug
Wie die meisten Flugzeuge dieser Zeit war auch die F.K.3 eine Holzkonstruktion. Die Flügel waren mit Stoff bespannt. Die Räder waren nach vorn gesetzt; ein Spornrad am Heck gab es nicht, lediglich einen Schleifsporn. Um zu verhindern, dass sich das Flugzeug bei möglichen Unebenheiten der Landepisten auf den Kopf stellte, wurde eine Kufe zwischen den Bugrädern installiert.

## Militärische Nutzung
Australien
- Australian Flying Corps

 Bulgarien
1 erbeutetes Exemplar
 Vereinigtes Königreich

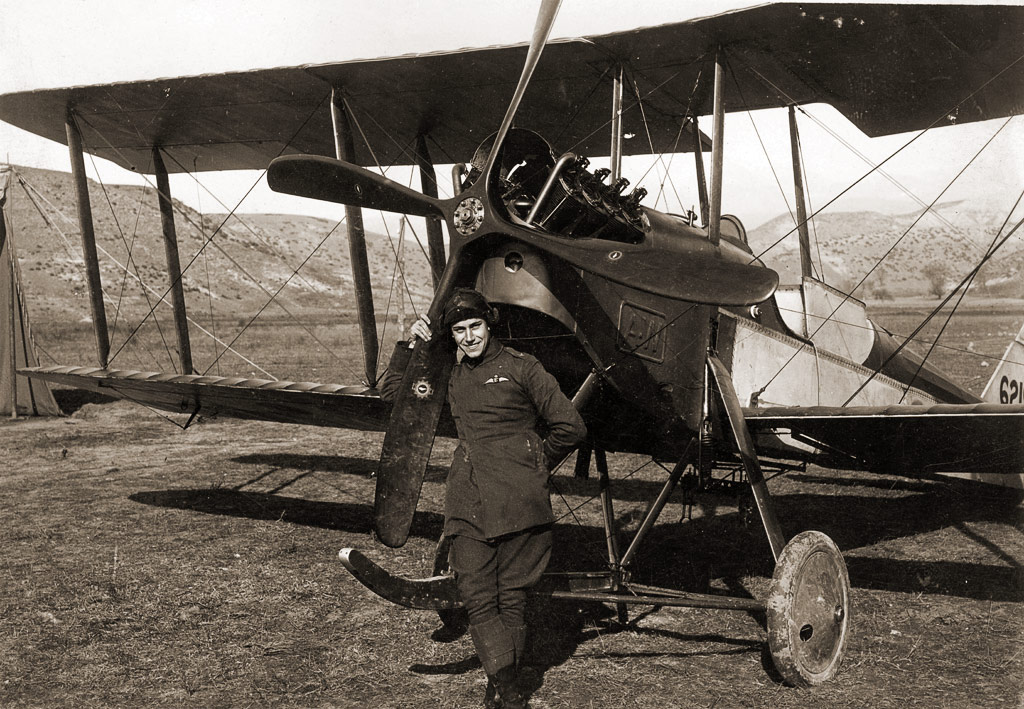
Britische F.K.3 nach der irrtümlichen Landung auf einem bulgarischen Flugplatz an der Thessaloniki-Front 1917

- Royal Flying Corps / Royal Air Force

## Technische Daten
| Kenngröße             | Daten                                                      |
| --------------------- | ---------------------------------------------------------- |
| Besatzung             | 2                                                          |
| Länge                 | 9,84 m                                                     |
| Spannweite            | 12,19 m                                                    |
| Höhe                  | 3,63 m                                                     |
| Flügelfläche          | 41,1 m²                                                    |
| Leermasse             | 629 kg                                                     |
| max. Startmasse       | 983 kg                                                     |
| Höchstgeschwindigkeit | 143 km/h                                                   |
| Dienstgipfelhöhe      | 3699 m                                                     |
| Reichweite            | ca. 3 h                                                    |
| Triebwerke            | 1 × 8-Zylinder-V-Motor Royal Aircraft Factory IA mit 67 kW |
| Bewaffnung            | 1 bewegliches 7,7-mm-Lewis-MG im Heckstand                 |